# Winfried Hermann
Pour les articles homonymes, voir Hermann.
Winfried Hermann, né le 19 juillet 1952 à Rottenburg am Neckar, est un homme politique de l'Alliance 90 / Les Verts.
En mai 2011, il est ministre des Transports au sein du gouvernement du Land de Bade-Wurtemberg.